# За вярна служба под знамената
Наградният знак „За вярна служба под знамената“ е първото официално и единственото военно и бойно отличие, свързано пряко с най-новата история на Българската армия и участието на нейни подразделения в миротворчески операции в различни краища на света. С него могат да бъдат награждавани и военнослужещи и приравнените към тях лица, представители на други страни с определена заслуга за развитието и укрепването на международните връзки и отношения в областта на военното дело. Наградният знак е учреден със Заповед №189 от 11 март 1994 г. от Валентин Александров – министър на отбраната с мотиви:
„Липса на нова орденска система и необходимостта да бъдат награждавани военнослужещи от всички звания и длъжности и приравнените към тях цивилни служители в мирно време и при извънредни обстоятелства, засягащи сигурността на страната.“
- Първа кавалерска степен;
- Втора кавалерска степен – щеккройц;
- Трета кавалерска степен;
- Четвърта кавалерска степен;
- Първа дамска степен;